# Campionati balcanici di atletica leggera
I campionati balcanici di atletica leggera o Giochi dei Balcani sono una competizione internazionale di atletica leggera che si tiene tra le nazioni dei Balcani. La prima edizione si svolse ad Atene nel 1929.

## Organizzazione
I Giochi del 1929 non erano ufficiali e furono organizzati dalla Hellenic Amateur Athletic Association (SEGAS). Sono stati ufficializzati dopo il 1930 e da allora si sono tenuti regolarmente, ad eccezione del periodo 1940-1953 a causa della seconda guerra mondiale e dei disordini postbellici. Nel 1946 e nel 1947 furono organizzati Giochi non ufficiali, sotto il nome di Giochi balcanici e dell'Europa centrale, ai quali parteciparono anche Cecoslovacchia, Polonia e Ungheria (1947).

## Nazioni partecipanti
- Grecia (dal 1929)
- Romania (dal 1929)
- Bulgaria (dal 1929)
- Turchia (dal 1931)
- Albania (dal 1946)
- Slovenia (dal 1992)
- Croazia (dal 1992)
- Macedonia del Nord (dal 1992)
- Bosnia ed Erzegovina (dal 1992)
- Moldavia (dal 1992)
- Montenegro (dal 2006)
- Serbia (dal 2006)
- Armenia (dal 2013)
- Cipro (dal 2014)
- Georgia (dal 2014)
- Israele (dal 2015)
- Kosovo (dal 2016)
- San Marino (dal 2016)
- Ucraina (dal 2016)
- Azerbaigian (dal 2017)
- Austria (dal 2018)

### Nazioni partecipanti nel passato
- Regno di Jugoslavia (1929-1940)
 Repubblica Socialista Federale di Jugoslavia (1953-1990)
- Serbia e Montenegro (1992-2005)